# José María Sert
José María Sert (kat. Josep Maria Sert i Badia) – hiszpański malarz pochodzący z Katalonii. Szczególnie cenione były jego malowidła ścienne. Otrzymywał zamówienia na dekorację publicznych i prywatnych budynków, również za granicą. Współpracował z Królewską Manufakturą Tapiserii Santa Bárbara projektując gobeliny.
W 1920 ożenił się z Misią Sert, polsko-francuską mecenas sztuki.